# Terry Eagleton
Terry Eagleton (Salford, Lancashire, hoy Gran Mánchester, Inglaterra, 22 de febrero de 1943) es un crítico literario y de la cultura británico.

## Trayectoria
Eagleton nació en Salford en una familia obrera y católica, cuyos abuelos paternos eran inmigrantes irlandeses, más humildes. De niño hizo de monaguillo y de portero en un convento de carmelitas, como recuerda en su autobiografía, de tono a menudo irónico. Sintió enseguida el elitismo de la universidad en la que estudió, y donde se doctoró, el Trinity College de Cambridge. A continuación, fue profesor en el Jesus College de Cambridge. Tras varios años de haber enseñado en Oxford —Wadham College, Linacre College y St. Catherine’s College—, obtuvo la cátedra John Rylands de Teoría Cultural de la Universidad de Mánchester. Actualmente es profesor de Literatura Inglesa de la Universidad de Lancaster. 
Eagleton fue discípulo del crítico marxista Raymond Williams. Empezó su carrera como estudioso de la literatura de los siglos XIX y XX, para pasar después a la teoría literaria marxista, en la estela de Williams. En los últimos tiempos, Eagleton ha integrado los estudios culturales con la teoría literaria tradicional. En los años sesenta formó parte de Slant, un grupo católico de izquierda, y escribió varios artículos de corte teológico, como el libro Towards a New Left Theology. 
Sus publicaciones más recientes evidencian un interés renovado por los temas teológicos. Otra de las grandes influencias teóricas de Eagleton es el psicoanálisis. Ha sido, además, uno de los principales valedores de la obra de Slavoj Žižek en el Reino Unido.

## Pensamiento
Una introducción a la teoría literaria (1983), seguramente su obra más conocida, traza la historia de los estudios literarios contemporáneos, desde el romanticismo del siglo XIX al posmodernismo de las últimas décadas. El pensamiento de Eagleton está firmemente anclado en la tradición marxista y se ha mostrado crítico con líneas de pensamiento más modernas, como la deconstrucción. Como relata en su libro de memorias El portero, su marxismo va más allá del simple interés teórico, porque durante su paso por Oxford participó activamente en organizaciones marxistas (principalmente en International Socialists -precursor del Socialist Workers Party- y la Workers Socialist League de Alan Thornett) y hoy en día sigue comentando la actualidad política en publicaciones como New Statesman, Red Pepper y The Guardian.
En Después de la teoría (2003) pone en tela de juicio a la teoría cultural y literaria actual y destaca lo que llama la “bastardización” de ambas. La conclusión, no obstante, no resta méritos al estudio interdisciplinar de la literatura y la cultura; es más, Eagleton afirma que se trata de una fusión que permite estudiar de forma eficaz una amplia variedad de temas. Su acusación se centra en el rechazo de las categorías absolutas por parte de los teóricos y la posmodernidad. 
En su libro de 1996 "Las ilusiones del posmodernismo", Eagleton critica este movimiento sosteniendo que la "posmodernidad" como época histórica no existe, puesto que la modernidad capitalista aún no fue superada, cosa que solo puede lograr el socialismo. Además, ve a los posmodernistas como gente pesimista desencantada de las variantes estalinistas de socialismo, tras la caída del muro de Berlín en 1989.
Eagleton sostiene que existe una categoría absoluta: todas las personas viven en un cuerpo que no puede ser poseído, pues nada han hecho para adquirirlo y nada (a excepción del suicidio) pueden hacer para librarse de él. Nuestros cuerpos y su muerte subsiguiente son un absoluto en torno al cual la especie humana puede llevar a cabo sus acciones. Eagleton ha publicado también una trilogía en la que reúne sus estudios sobre cultura irlandesa.
En el extenso Los extranjeros, de 2009, estudia una secuencia de teorías éticas en la historia, partiendo libremente de las categorías de lo imaginario, lo simbólico y lo real, traídas del lacanismo; con ello trata de ver el haz y el envés de las modalidades del pensamiento ético occidental, desde Spinoza o Locke, hasta Levinas, Badiou o Derrida, pasando por Kant, Schopenhauer o Kierkegaard.
En El evento de la literatura, del 2013, plantea que la teoría literaria ha estado en declinación franca durante los últimos 20 años, y que los puntos álgidos de la teoría literaria coincidieron con épocas de mayor conflictividad social y de ascenso de la izquierda política. Esto sería así porque en épocas de radicalización la teoría literaria se hace preguntas más interesantes o más fundamentales. En este sentido, en períodos tales es más sencilla una reflexión sistemática sobre las suposiciones, los procedimientos y las convenciones que gobiernan una práctica social o intelectual.

## Reacciones críticas
William Deresiewicz escribió de After Theory, libro de Eagleton, como sigue:
"¿Es difícil explicar lo que Eagleton está haciendo?" La prolificidad, el auto-plagio, la prosa ágil, altamente consumible y, por supuesto, las cifras de ventas: Eagleton desea la muerte del capitalismo, pero mientras esté aquí , Él planea hacer tan bien como él puede fuera de él.Alguien que posee tres hogares no debe estar predicando el uno mismo-sacrificio, y alguien cuyo careerism en Oxbridge era legendario no debe decir a entrevistadores de su pesar de largo de haber rechazado Un trabajo en la Universidad Abierta ".
El novelista y crítico David Lodge, escribiendo en la Revista de libros de teoría (Nueva York, mayo de 2004), concluyó:
Algunos de los logros de la teoría son adiciones auténticas y permanentes al conocimiento o autoconocimiento intelectual. Eagleton tiene toda la razón al afirmar que nunca podremos volver a un estado de pre-teoría inocente sobre la transparencia del lenguaje o la neutralidad ideológica de la interpretación ... Pero como todas las modas estaba obligado a tener una vida limitada de novedad y vitalidad. Y ahora estamos viviendo su decadencia sin ninguna indicación clara de lo que la reemplazará. En resumen, la teoría se vuelve aburrida y predecible para muchas personas que alguna vez estuvieron entusiasmadas con ella, y que After Theory es más interesante cuando su enfoque está más alejado de su tema nominal es tal vez la evidencia de que Terry Eagleton también está aburrido por ella.

## Familia
Eagleton está casado con su segunda esposa, una académica estadounidense, Willa Murphy, con quien tiene tres hijos. La pareja vive en Irlanda del Norte, donde Murphy es profesora de la Universidad de Úlster. Eagleton tiene otros dos hijos por su primer matrimonio, que terminó en 1976 después de diez años.

## Obras y traducciones españolas
- The Body as Language: Outline of a New Left Theology (1970)
- Criticism & Ideology (1976)
- Marxism and Literary Criticism (1976). Trad.: Literatura y crítica marxista, Madrid, Zero, 1978 ISBN 978-84-317-0458-2
- Walter Benjamin, or Towards a Revolutionary Criticism (1981). Trad. por Julia García Lenberg: Walter Benjamin o hacia una crítica revolucionaria, Madrid, Cátedra, 1998, ISBN 978-84-376-1673-5
- The Rape of Clarissa: Writing, Sexuality, and Class Struggle in Samuel Richardson (1982).
- Literary Theory: An Introduction (1983, 1996, 2008). Trad. por José Esteban Calderón: Una introducción a la teoría literaria, Madrid, Fondo de Cultura Económica de España, 1993 ISBN 978-84-375-0343-1[1]
- The Function of Criticism (1984). Trad. por Fernando Inglés Bonilla: La función de la crítica, Barcelona, Paidós Ibérica, 2009 ISBN 978-84-493-0728-7
- Saints and Scholars (1987), novela sobre Ludwig Wittgenstein y James Connolly. Trad. de Teresa Arijón: Santos y eruditos, Buenos Aires, El cuenco de plata, 2017.
- Saint Oscar (1989, obra de teatro sobre Oscar Wilde)
- Raymond Williams: Critical Perspectives (como editor, 1989)
- The Significance of Theory (1989)
- The Ideology of the Aesthetic (1990). Trad. por Germán Cano y Jorge Cano Cuenca: La estética como ideología. Barcelona, Trotta, 2006 ISBN 978-84-8164-827-0
- Ideology: An Introduction (1991). Trad. por Jorge Vigil Rubio: Ideología: una introducción, Barcelona, Paidós, 1997 ISBN 978-84-493-1797-2
- The Illusions of Postmodernism (1996) Trad. por Marcos Mayer: Las ilusiones del posmodernismo, Paidós, 1997
- Heathcliff and the Great Hunger (1996)
- Crazy John and the Bishop and Other Essays on Irish Culture (1998)
- The Idea of Culture (2000). Trad. por Ramón del Castillo: La idea de la cultura: una mirada política sobre los conflictos culturales, Barcelona, Paidós, 2009. ISBN 978-84-493-2249-5
- The Gatekeeper: A Memoir (2001). Trad. por Luisa María Brox Rodríguez: El portero, Barcelona, Debate, 2004 ISBN 978-84-8306-591-4
- The Truth about the Irish (2001)
- Sweet Violence: The Idea of the Tragic (2002). Trad. J. Alcoriza y A. Lastra: Dulce violencia, Madrid, Trotta, 2011, ISBN 978-84-9879-224-9
- After Theory (2003). Trad. por Ricardo García Pérez: Después de la teoría, Barcelona, Debate, 2005, ISBN 978-84-8306-619-5[2][3][4]
- The English Novel: An Introduction (2004). Trad.: La novela inglesa: una introducción, Akal, 2009, ISBN 978-84-460-2674-7
- Holy Terror (2005). Trad. Ricardo Garcia Perez: Terror santo, Debate, 2008, ISBN 978-84-8306-750-5
- The Meaning of Life (2007). Trad. Albino Santos Mosquera: El sentido de la vida, Paidós Ibérica, 2008, ISBN 978-84-493-2082-8
- How to Read a Poem (2007). Trad. por Mario Jurado: Cómo leer un poema, Madrid, Akal, 2010, ISBN 978-84-460-2771-3
- The Task of the Critic: Terry Eagleton in Dialogue. Entrevistas con Matthew Beaumont (2009)
- Trouble with Strangers. A Study of Ethics (2009). Trad. por Antonio Francisco Rodríguez Esteban: Los extranjeros. Por una ética de la solidaridad, Barcelona, Paidós, 2010, ISBN 978-84-493-2383-6
- Reason, Faith, and Revolution: Reflections on the God Debate (2009). Trad. de Albino Santos Mosquera: Razón, fe y revolución, Barcelona, Península, 2012, ISBN 978-84-493-2678-3
- On Evil (2010). Trad. Albino Santos Mosquera: Sobre el mal, Barcelona, Península, 2010, ISBN 978-84-9942-061-5
- Why Marx Was Right (2011). Trad. Albino Santos Mosquera: Por qué Marx tenía razón, Barcelona, Península, 2011, ISBN 978-84-9942-115-5
- The Event of Literature (2012). Trad. Ricardo García Pérez: El acontecimiento de la literatura, Barcelona, Península, 2013, ISBN 978-84-9942-214-5
- How to Read Literature (2013). Trad. Albert Vitó i Godina: Cómo leer literatura, Barcelona, Península, 2016, ISBN 978-84-9942-214-5
- Culture and the Death of God (2014).
- Hope Without Optimism (2015). Trad.: Esperanza sin optimismo, Taurus, 2016, ISBN 978-987-737-018-8
- Culture (2016).
- Materialism (2017).